# 281e division d'infanterie
La 281e division d'infanterie (en allemand : 281. Infanterie-Division ou 281. ID) est une des divisions d'infanterie de l'armée allemande (Wehrmacht) durant la Seconde Guerre mondiale. Jusqu'en janvier 1945, elle officiait en tant que division de sécurité (Sicherungs-Division) sous le nom de 281e division de sécurité (en allemand : 281. Sicherungs-Division) au sein des troupes de sécurité (sicherungstruppen) de la Heer au sein de la Wehrmacht.

## Création
La 281e division d'infanterie est formée en janvier 1945 en Courlande à partir de la 281e division de sécurité (281. Sicherungs-Division).

## Historique
La 281e division de sécurité (281. Sicherungs-Division) est formée le 15 mars 1941 à partir d'éléments de la 207e division d'infanterie (207. Infanterie-Division) dans la Truppenübungsplatz (zone d'entraînement militaire) de Groß-Born dans la Wehrkreis II.
Elle est formée pour les tâches de la zone arrière, mais a passé la plupart de son temps à se battre sur le Front de l'Est. Elle est encerclée à Cholm en janvier 1942 et se bat là-bas, avec son commandant le Generalmajor Theodor Scherer en tant que commandant de la Festung Kholm (Forteresse Kholm), jusqu'à ce jusqu'à ce qu'il soit relevé de son commandement en mai.
Le Infanterie-Regiment 368 combat à Demyansk. Pendant l'hiver 1942-1943 et l'année suivante, toute la division se bat sur le front. En 1944, elle subit de très lourdes pertes lors de l'offensive d'été soviétique.
La 281e division de sécurité est renommée 281e division d'infanterie (281. Infanterie-Division) en janvier 1945.

## Organisation

### Commandants

#### 281edivisionde sécurité
| Date                                | Grade           | Commandant                     |
| ----------------------------------- | --------------- | ------------------------------ |
| 14 mars 1941 - 1er octobre 1941     | Generalleutnant | Friedrich Bayer                |
| 1er octobre 1941 - 20 juin 1942     | Generalleutnant | Theodor Scherer                |
| 20 juin 1942 - ? décembre 1942      | Generalleutnant | Wilhelm-Hunold von Stockhausen |
| ? décembre 1942 - 10 mai 1943       | Generalmajor    | Bruno Scultetus                |
| 10 mai 1943 - 27 juillet 1944       | Generalleutnant | Wilhelm-Hunold von Stockhausen |
| 27 juillet 1944 - 30 juillet 1944   | Generalleutnant | Bruno Ortner                   |
| 30 juillet 1944 - 19 septembre 1944 | Generalmajor    | Alois Windisch (de)            |
| 19 septembre 1944 - ? janvier 1945  | Generalleutnant | Bruno Ortner                   |

#### 281edivisiond'infanterie
| Date                        | Grade           | Commandant   |
| --------------------------- | --------------- | ------------ |
| ? janvier 1945 - 8 mai 1945 | Generalleutnant | Bruno Ortner |

### Officiers d'opérations (Generalstabsoffiziere (Ia))

#### 281edivisionde sécurité
| Date                             | Grade     | Commandant          |
| -------------------------------- | --------- | ------------------- |
| Mars 1941 - avril 1941           | Hauptmann | Hubert Rechlin      |
| 10 avril 1941 - 15 décembre 1941 | Hauptmann | Helmut Picot        |
| Décembre 1941 - janvier 1943     | Major     | Dr. Max von Cranach |
| Mai 1943 - ? 1944                | Major     | Dr. Fritz Fischer   |
| ? 1944 - ? 1944                  | Major     | Dechamps            |
| 30 juillet 1944 - novembre 1944  | Major     | Dr. Wilhelm Lütjen  |

#### 281edivisiond'infanterie
| Date                       | Grade      | Commandant         |
| -------------------------- | ---------- | ------------------ |
| 30 juillet 1944 - mai 1945 | Major i.G. | Dr. Wilhelm Lütjen |

## Théâtres d'opérations

### 281edivisionde sécurité
- Allemagne : Mars 1941 - juin 1941
- Front de l'Est secteur Nord : Juin 1941 - janvier 1945

### 281edivisiond'infanterie
- Est de l'Allemagne : Janvier 1945 - mai 1945

## Ordres de bataille

### 281edivisionde sécurité
Début 1942
- verstärktes Infanterie-Regiment 368
- II./Artillerie-Regiment 207
- Wach-Bataillon 707
- Landesschützen-Regimentsstab 107
- Divisions-Nachrichten-Abteilung 822
- Divisionseinheiten 368

1944
- Grenadier-Regiment 368
- Sicherungs-Regiment 107
- III./Polizei-Regiment 9
- Ost-Reiter-Abteilung 281
- Panzer-Kompanie 281
- Artillerie-Abteilung 281
- Divisions-Nachrichten-Abteilung 822
- Divisionseinheiten 368

### 281edivisiond'infanterie
- Grenadier-Regiment 322
- Grenadier-Regiment 368
- Grenadier-Regiment 418
- Feldersatz-Bataillon 281
- Divisions-Füsilier-Kompanie 281
- Panzerjäger-Kompanie 281
- Artillerie-Regiment 281
  - I. Abteilung
  - II. Abteilung
  - III. Abteilung
  - IV. Abteilung
- Nachrichten-Abteilung 822
- Pionier-Bataillon 281
- Divisions-Versorgungs-Regiment 281

## Décorations
Des membres de la 281e division de sécurité ont été récompensés à titre personnel pour leurs faits de guerre:
- Croix allemande
  - en Or : 18
- Croix de chevalier de la Croix de fer
  - Croix de chevalier : 2
  - feuilles de chêne : 1